# Koray Kaçınoğlu
Koray Kaçınoğlu (ur. 20 lipca 1994 w Krefeld) – niemiecki piłkarz tureckiego pochodzenia grający na pozycji obrońcy w SG Wattenscheid 09.

## Kariera klubowa
Karierę rozpoczął w młodzieżowych drużynach MSV Duisburg. W 2011 przeszedł do 1. FC Köln, a rok później został włączony do drużyny rezerw. W czerwcu 2014 podpisał dwuletni kontrakt z Altınordu SK z możliwością przedłużenia o kolejny rok. W styczniu 2015 trafił do SG Wattenscheid 09.

## Kariera reprezentacyjna
Z niemiecką kadrą do lat 17 został wicemistrzem świata w 2011 i zajął 3. miejsce na mistrzostwach Europy w tym samym roku. W 2012 Turecki Związek Piłki Nożnej przeprowadzał rozmowy z piłkarzami tureckiego pochodzenia reprezentującymi młodzieżowe kadry Niemiec w celu przekonania ich do gry dla Turcji. Kaçınoğlu oznajmił, że jest zdecydowany na reprezentowanie Niemiec.

## Osiągnięcia
- 3. miejsce na mistrzostwach świata do lat 17 w 2011
- 2. miejsce na Mistrzostwach Europy U-17 2011